# Artabotrys congolensis
Espèce
Synonymes
- Artabotrys rhopalocarpus Le Thomas[1]

Artabotrys congolensis De Wild. & T.Durand est une espèce de plantes à fleurs de la famille des Annonaceae et du genre Artabotrys. C'est une liane ligneuse d'Afrique centrale.

## Distribution
Relativement rare, elle a été observée à l'est du Cameroun (près de Ngonkouk, à 15 km au sud-sud-ouest de Ngoyla), au Gabon, en République centrafricaine et en République démocratique du Congo.